# Supreme Beings of Leisure (album)
Supreme Beings of Leisure è il primo album in studio del gruppo musicale statunitense omonimo, pubblicato il 22 febbraio 2000.

## Tracce
1. Never The Same – 4:03
2. Golddigger – 4:11
3. Last Girl On Earth – 4:15
4. Strangelove Addiction – 5:04
5. Ain't Got Nothin' – 3:31
6. Truth From Fiction – 4:07
7. You're Always The Sun – 3:56
8. Sublime – 3:40
9. Nothin' Like Tomorrow – 4:43
10. What's The Deal – 3:48
11. Under The Gun – 3:30
12. Naughty Boy (traccia bonus Australia e Nuova Zelanda) – 3:55
13. Strangelove Addiction (Q-Burns Abstract Message Remix) – 7:01 – traccia bonus Australia e Nuova Zelanda